# Cyclodictyon obscurifolium
Cyclodictyon obscurifolium är en bladmossart som beskrevs av Carl Ernst Otto Kuntze 1891. Cyclodictyon obscurifolium ingår i släktet Cyclodictyon och familjen Hookeriaceae. Inga underarter finns listade i Catalogue of Life.